# ماثيو لي
ماثيو لي (بالإنجليزية: Matthew Lee)‏ (1965، واشنطن العاصمة في الولايات المتحدة)؛ محامي وروائي أمريكي.